# Silvanerpeton miripedes
Silvanerpeton miripedes è un piccolo tetrapode estinto, forse ancestrale al gruppo noto come antracosauri. Visse verso la fine del Carbonifero inferiore (circa 340 milioni di anni fa); i suoi resti sono stati ritrovati in Scozia, nel giacimento di East Kirkton.

## Descrizione
Di piccole dimensioni, questo animale aveva un aspetto molto simile a quello di una lucertola. Il corpo era relativamente allungato e gracile, e le zampe piuttosto robuste potevano permettere al silvanerpeton di muoversi senza difficoltà sulla terraferma. La coda non era molto lunga, e il cranio preannunciava quello di forme successive. Le vertebre presacrali (del collo e del corpo) erano oltre trenta, ed erano dotate di un centro vertebrale poco ossificato. I fossili mostrano anche una serie di caratteristiche primitive (ad esempio un palato chiuso).

## Classificazione
Originariamente considerato un antracosauro primitivo, il silvanerpeton è stato successivamente ritenuto troppo primitivo per poter appartenere a questo gruppo. Alcuni caratteri (ad esempio le linee di sutura del cranio) in effetti lo avvicinano agli antracosauri, in particolare al gruppo degli embolomeri, ma gli studi compiuti da Jennifer A. Clack dimostrerebbero che il silvanerpeton (insieme a un altro animale rinvenuto nello stesso giacimento, noto come Eldeceeon rolfei) potrebbe essere posto esattamente alla base della diramazione evolutiva che da una parte condusse agli antracosauri, da un'altra ai microsauri e da un'altra ancora agli amnioti.